# 安通越嶺古道

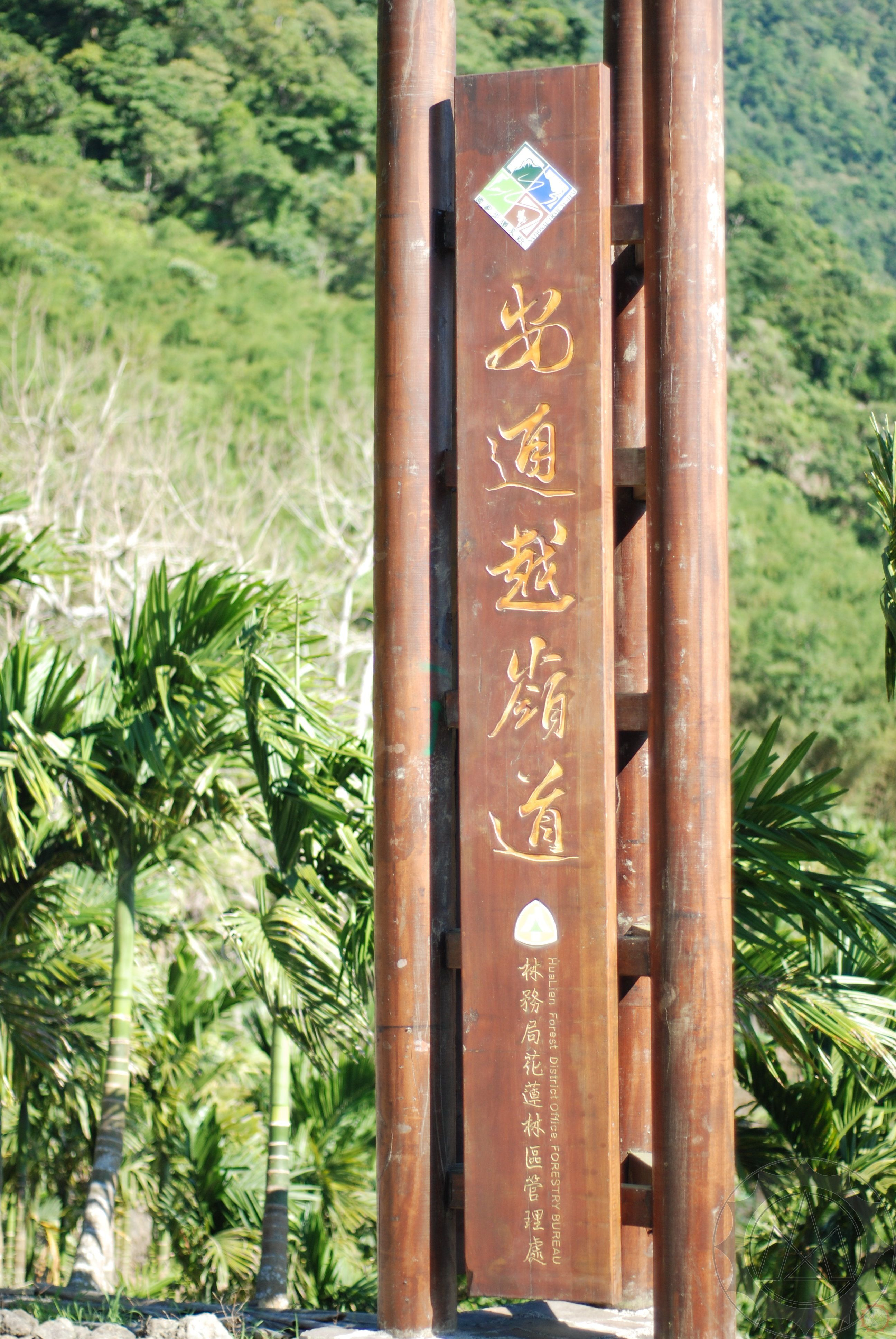
安通越嶺古道 西段木牌

安通越嶺古道為一條位在臺灣東部的古道，該條古道橫跨於花蓮縣玉里鎮安通至臺東縣長濱鄉竹湖，橫跨海拔高度約 640-930 公尺。目前位於花蓮縣境內的古道西段已改建為總長 2.06 公里的健走步道，跨越海岸山脈陵線後的臺東縣東段則尚處於荒廢狀態，預計2015年底將會重新開闢為步道。

## 歷史

### 清領時期
安通越嶺古道最初之起源為臺灣清治時期，清同治十年（1871年），當時的鳳山縣南側發生八瑤灣事件，事件第三年，清同治十三年（1874年）日本派兵討伐牡丹社原住民，是為牡丹社事件，清廷即賠款 50 萬兩讓日本撤軍而結束該事件。爾後清廷開始積極治臺，負責處理牡丹社事件的福建海防大臣沈葆禎，針對原住民政權擬訂開山撫番的國際政策。利用清軍的力量，分北、中、南三路進行山區開路。中路由總兵吳光亮領軍，自林杞埔（今南投縣竹山）作為起始，翻越中央山脈八通關，至璞石閣（今花蓮縣玉里），即今之八通關古道。
清光緒元年（1875年）八通關古道完工後，吳光亮再率領廣東飛虎軍興建自璞石閣出發經海岸山脈翻越至成廣澳（今臺東縣成功鎮）之道路，該道路命名為成廣澳道路，是為安通越嶺古道之始祖。
同年初秋，雖然吳光亮已以武力強行侵略縱谷靠海岸山脈一側的原住民阿美族人，但部份在深山中的原住民仍未投降，於是吳光亮招募璞石閣附近的平埔族，侵略阿美族的居住地，並再招集民兵將原有的成廣澳道路修築成2公尺寬的山道，再由阿美族紅座（又稱甕座）社出發行經成廣澳道路越過海岸山脈，以便攻打驃悍的山地阿美族原住民。
清領時期安通越嶺古道是海岸山脈兩邊的原住民族阿美族姻親節慶時互相往來的重要道路，也曾是基督教傳教士至東部傳教的宣教路。

### 日治時期
甲午戰爭清廷戰敗後，臺灣割讓給日本進入臺灣日治時期，當時日本人接管安通越嶺古道後進行修築，並將古道改稱為紅莝越嶺道，起點自今臺東縣長濱鄉竹湖村石門溪，於烏帽子山南鞍翻越海岸山脈，沿安通溪出至今花蓮縣玉里鎮樂合里。日治時期後期，太平洋戰爭開打導致臺灣物資缺乏，很多民生物品被日本臺灣總督府列為管制品，不准自由買賣，部份民眾為取得民生用品，利用紅莝越嶺道運送魚貨及菸草等貨物，古道成了當時重要的走私路。

### 臺灣戰後時期
戰後，中華民國臺灣省政府以及後續政府陸續興建了省道臺11線（東部濱海公路）、臺11線甲（光豐公路）、臺23線（富東公路），安通越嶺古道便逐漸荒廢，除登山人士的橫越海岸山脈登山活動，已少有人湮。
2002年，當時林務局花蓮林管處認為，安通越嶺古道具有人文及休閒旅遊價值，因此編列新臺幣600萬元重新整修安通越嶺古道的安通山區路段，工程至2008年完工，並被列入臺灣的國家步道系統；而東段管轄單位的臺東林管處則表示因經勘察小組評估後認為地處偏遠則不予修復。
2015年5月，臺東農田水利會東河工作站為竹湖圳的維修之要，會同臺東林管處進行安通越嶺古道的東段會勘工程，預計東段將在2015年底開通。

## 路線
臺東縣長濱鄉竹湖村南竹湖社區－石門溪－海岸山脈－安通溪－安通溫泉飯店－花蓮縣玉里鎮樂合里安通溫泉區。

## 周遭景點
- 安通溫泉
- 小港漁港
- 三仙台
- 南安瀑布
- 玉里

## 資料來源
1. 1 2 3  .   [2015-05-28].
2. 1 2  .   [2015-05-28].
3. 1 2  .   [2015-05-28]. （原始内容存档于2017-09-14）.
4. ↑  .   [2015-05-28]. （原始内容存档于2017-01-10）.
5. 1 2   《台灣古道特輯》，國民旅遊出版社，出版日期：1999/12/1 ISBN 9578554664
6. 1 2 3  .   [2015-05-28]. （原始内容存档于2015-05-28）.

## 外部連結
- 中華民國行政院農業委員會林務局-臺灣山林悠遊網-安通越嶺道：西段
- 中華民國行政院農業委員會林務局-臺灣山林悠遊網-安通越嶺古道東段